# Chiesa di San Giovanni Battista (Castelvetro Piacentino)
La chiesa di San Giovanni Battista è la parrocchiale di Castelvetro Piacentino, in provincia di Piacenza e diocesi di Fidenza; fa parte del vicariato della Bassa Piacentina.

## Storia
Nel IX secolo Castelvetro fu donata al vescovo di Cremona Stefano dall'imperatore Carlo Magno.
La chiesa venne sottoposta dapprima, nel 1436, alla prepositura di Busseto e poi nel 1470 a quella di Monticelli d'Ognina; fu resa nuovamente autonoma dopo il passaggio alla diocesi di Borgo San Donnino nel 1601.
Nel 1710 venne posta la prima pietra della nuova parrocchiale, dopo che l'antico luogo di culto era stato rovinato dall'alluvione del fiume Po avvenuta nel 1705; l'edificio fu portato a compimento nel 1736.
L'interno della chiesa venne risistemato e abbellito nel 1945 dal pittore Giuseppe Moroni e nel 1970 si procedette all'adeguamento postconciliare; la parrocchiale fu interessata da un restauro nel biennio 2015-16.

## Descrizione

### Esterno
La facciata a capanna della chiesa, rivolta a settentrione e coronata dal timpano triangolare, presenta centralmente il portale d'ingresso architravato e sopra una finestra semicircolare ed è scandita da quattro lesene tuscaniche sorreggenti la trabeazione con fregio abbellito da metope e triglifi.

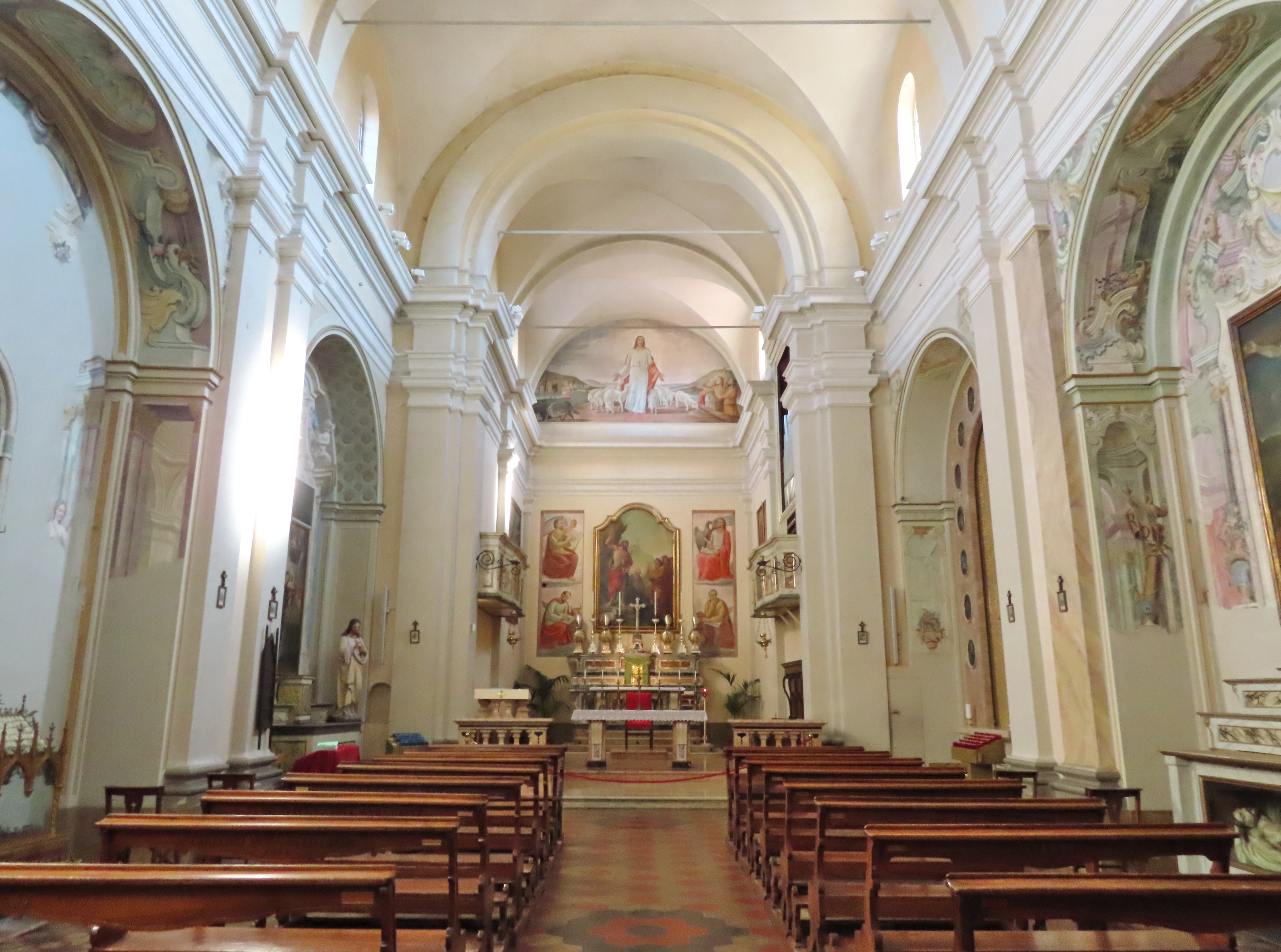
L'interno

Annesso alla parrocchiale è il campanile a pianta quadrata, la cui cella presenta su ogni lato una bifora, affiancata da lesene, ed è coperta dal tetto a quattro falde.

### Interno
L'interno dell'edificio si compone di un'unica navata, sulla quale si affacciano tre cappelle laterali per parte, introdotte da archi a tutto sesto, e le cui pareti sono scandite da lesene sorreggenti una cornice aggettante e modanata sopra la quale si imposta la volta a botte; al termine dell'aula si sviluppa il presbiterio, rialzato di qualche gradino e chiuso dall'abside quadrata.
Di particolare interesse l'organo edificato nel 1881 dalla ditta cremasca "Inzoli cav. Pacifico e Figli".